# Pedro Miguel González Quijano y Díaz Quijano
Pedro Miguel González Quijano y Díaz Quijano (Jerez de la Frontera, 23 de abril de 1870-Madrid, 3 de noviembre de 1958) fue un ingeniero y matemático español.

## Biografía
Nacido en Jerez de la Frontera, sus padres eran originarios de Cantabria. Después de realizar los estudios primarios en Jerez, en 1894 se licenció en ingeniería en Madrid. De vuelta a Jerez fundó el Ateneo Jerezano y publicó en Madrid Científico y en Revista Hispanoamericana de Matemáticas. En Murcia trabajó en un proyecto para defensa de las inundaciones (1897). Proyectó el primer embalse de Guadalcacín y la línea férrea Jerez-Almargen.
Posteriormente trabajó en diversas comisiones oficiales. Viajó a Portugal, Francia, Inglaterra, Alemania, Suiza, Bohemia, Italia y Egipto. El 19 de octubre de 1915 presentó una ponencia en el Congreso Internacional de Ingeniería, que contribuyó a su celebridad como matemático. 
En 1920  impartió un curso de Geometría en la Universidad de Madrid a instancias de la Sociedad Matemática Hispanoamericana. En 1922 trabajó como profesor de Hidrología en la Escuela de Ingenieros de Caminos y Obras Hidráulicas de Madrid. Recibió ese mismo año el premio del Consejo de Obras Públicas. 
En 1924 fue nombrado académico de la Real Academia de Ciencias Exactas, Físicas y Naturales, pronunciando el año siguiente el discurso Azar y determinismo. Fue presidente de la Sección de Exactas.  En septiembre de 1926 representó a España en la Conferencia Mundial de la Energía celebrada en Basilea. En 1932 participó en la creación de la Universidad Internacional de Verano de Santander.

## Obras
- El problema del agua, 1906
- Aguas y montes, 1911;
- Aprovechamiento de las aguas españolas, 1913;
- Política hidráulica y repoblación forestal, 1915;
- Futura transformación de Andalucía por el desarrollo y el regadío, 1915;
- El pantano de Guadalcacín y las obras hidráulicas, 1915
- Hidrología general agrícola, 1922;
- La ciencia en la civilización moderna, 1929;
- Leyes de probabilidad, 1931;
- Acequias y regueras, 1935;
- Mapa pluviométrico de España, 1946